# Idioma harari
El harari es la lengua de los componentes de la etnia harari de Etiopía, que habitan principalmente en la ciudad de Harar, en el centro-este del país. De acuerdo con el censo etíope de 1998, es hablada por unas 21.283 personas. La mayoría de sus hablantes son multilingües en amhárico y/u oromo. El harari está estrechamente relacionado con las lenguas gurage orientales, el zay y el silt'e. Los habitantes locales o nativos de Harar también se refieren a esta lengua como "Gey sinan" (lengua de la ciudad). Algunas palabras son de origen árabe o, en menor medida, de origen italiano.
Aunque originalmente se escribía con caracteres árabes, ha sido convertido recientemente al alfabeto etíope.